# مقاطعة مونتسرادو
مقاطعة مونتسرادو (بالإنجليزية: Montserrado County)‏ هي مقاطعة في ليبيريا، بلغ عدد سكانها 1,144,806 نسمة وذلك حسب إحصائيات سنة 2008، عاصمتها بينسونفيلي، تبلغ مساحتها 1,908 كيلومتر مربع.